# Sigurd Samuelson
Oskar Sigurd Beniforthe Söderström, född 6 december 1930 i Stockholm, död 14 maj 1954 i Stockholm, var en svensk poet, målare och tecknare.
Han var son till elektrikern Sigurd Samuelson och Karin Seger. Efter realexamen studerade Samuelson vid Konstfackskolan och därefter vid Kungliga konsthögskolan där han var elev vid sitt frånfälle. Han medverkade i Nationalmuseums utställning Unga tecknare 1953. En minneskollektion med hans verk visades på konsthögskolans elevutställning 1954 och genom Sven Erixsons förmedling anordnades det en minnesutställning på Färg och Form i Stockholm 1954. Han var representerad i utställningen Skrivande målare och målande skrivare som visades på Lilla Paviljongen 1954. Hans konst spänner mellan topografiskt sanna landskap till geometriska abstrakta kompositioner. Trots den inverkan hans lärare Sven Erixson och Olle Nyman hade på hans konst lyckades han ge den en personlig ton. Han signerade sina verk med Samme. Postumt utkom hans diktsamling Drömkuddar 1955.